# خمان ياباني
الخَمَان الياباني نوع نباتي ينتمي إلى جنس الخَمَان من الفصيلة المسكية.
موطنه شرق آسيا.